# Бэйзли, Дариус
Да́риус Денэ́йр Бэ́йзли (англ. Darius Denayr Bazley; род. 12 июня 2000 года в Броктоне, штат Массачусетс, США) — американский профессиональный баскетболист, выступающий за клуб Джи-Лиги НБА «Делавэр Блю Коатс». Играет на позиции тяжёлого форварда. Не выступал на студенческом уровне. На драфте НБА 2019 года он был выбран в первом раунде под двадцать третьим номером командой «Юта Джаз».

## Профессиональная карьера
29 марта 2018 года Бэйзли объявил, что не будет поступать в колледж, чтобы стать игроком Джи-Лиги НБА. В апреле он нанял спортивного агента Рича Пола из агентства «Klutch Sports Group». 27 августа Бэйзли объявил, что не будет играть в Джи-Лиге, а станет готовиться к НБА самостоятельно. 25 октября Бэйзли начал трёхмесячную стажировку в New Balance, благодаря которой он сможет заработать 1 млн долларов в течение пяти лет. После окончания стажировки он стал одним из первых игроков, заявившихся на драфт НБА 2019 года.

### Оклахома-Сити Тандер (2019—2023)
Бэйзли был выбран под 23-м номером на драфте НБА 2019 года командой «Юта Джаз». 6 июля 2019 года Бэйзли был обменян в «Мемфис Гриззлис». Позже, в тот же день, он был обменян в «Оклахома-Сити Тандер». 7 июля подписал контракт новичка с Оклахомой на 4 года. 23 октября дебютировал в НБА, выйдя со скамейки запасных, и собрал 3 подбора и сделал 1 блок-шот за 19 минут в матче против клуба «Юта Джаз», завершившимся поражением Оклахомы со счётом 95—100. 2 ноября Бэйзли обновил личный рекорд результативности, набрав 17 очков, в матче против «Нью-Орлеан Пеликанс», в котором Оклахома одержала победу со счётом 115—104. Первая игра в стартовом составе прошла 9 декабря, которая завершилась победой Оклахомы над Ютой со счётом 104—90. В этом матче Бэйзли набрал 2 очка, 7 подборов и 1 блок-шот за 26 минут. 9 августа Бэйзли обновил личный рекорд результативности, набрав 23 очка, и добавил к ним 7 подборов, 1 передачу и 1 перехват за 26 минут в матче, завершившимся победой Оклахомы над «Вашингтон Уизардс» со счётом 121—103. В плей-офф Бэйзли сыграл во всех 7 матчах первого раунда против «Хьюстон Рокетс» и набирал в среднем 6,6 очков и 6,7 подборов за 18 минут за матч.
Во втором сезоне в НБА Бэйзли стал игроком стартового состава Оклахомы.

### Финикс Санз (2023)
9 февраля 2023 года Бэйзли был обменян в «Финикс Санз» на Дарио Шарича, выбор второго раунда драфта 2029 года и денежную компенсацию.

### Бруклин Нетс (2023)
16 июля 2023 года Бэйзли подписал контракт с командой «Бруклин Нетс». 21 октября игрок был отчислен.

### Филадельфия Севенти Сиксерс / Делавэр Блю Коатс (2023—2024)
8 декабря 2023 года Бэйзли присоединился к команде «Делавэр Блю Коатс» из Джи-Лиги НБА, а 20 февраля 2024 года подписал 10-дневный контракт с «Филадельфией Севенти Сиксерс». 1 марта он вернулся в «Делавэр».

### Юта Джаз (2024)
12 марта 2024 года Бэйзли подписал контракт с «Ютой Джаз». Однако 24 июля он был отчислен.

### Гуандун Саузерн Тайгерс (2024)
6 сентября 2024 года Бэйзли подписал контракт с командой «Гуандун Саузерн Тайгерс» из Китайской баскетбольной ассоциации.

### Делавэр Блю Коатс (2024—настоящее время)
15 ноября 2024 года Бэйзли вернулся в клуб Джи-Лиги НБА «Делавэр Блю Коатс». 

## Статистика

### Статистика в НБА
| Сезон                                                                                    | Команда       | Регулярный сезон | Регулярный сезон | Регулярный сезон | Регулярный сезон | Регулярный сезон | Регулярный сезон | Регулярный сезон | Регулярный сезон | Регулярный сезон | Регулярный сезон | Регулярный сезон | Серия плей-офф | Серия плей-офф | Серия плей-офф | Серия плей-офф | Серия плей-офф | Серия плей-офф | Серия плей-офф | Серия плей-офф | Серия плей-офф | Серия плей-офф | Серия плей-офф |
| Сезон                                                                                    | Команда       | GP               | GS               | MPG              | FG%              | 3P%              | FT%              | RPG              | APG              | SPG              | BPG              | PPG              | GP             | GS             | MPG            | FG%            | 3P%            | FT%            | RPG            | APG            | SPG            | BPG            | PPG            |
| ---------------------------------------------------------------------------------------- | ------------- | ---------------- | ---------------- | ---------------- | ---------------- | ---------------- | ---------------- | ---------------- | ---------------- | ---------------- | ---------------- | ---------------- | -------------- | -------------- | -------------- | -------------- | -------------- | -------------- | -------------- | -------------- | -------------- | -------------- | -------------- |
| 2019/20                                                                                  | Оклахома-Сити | 61               | 9                | 18,5             | 39,4             | 34,8             | 69,4             | 4,0              | 0,7              | 0,4              | 0,7              | 5,6              | 7              | 0              | 18,0           | 41,9           | 50,0           | 90,0           | 6,7            | 0,9            | 0,0            | 0,4            | 6,6            |
| 2020/21                                                                                  | Оклахома-Сити | 55               | 55               | 31,2             | 39,6             | 29,0             | 70,2             | 7,2              | 1,8              | 0,5              | 0,5              | 13,7             | Не участвовал  | Не участвовал  | Не участвовал  | Не участвовал  | Не участвовал  | Не участвовал  | Не участвовал  | Не участвовал  | Не участвовал  | Не участвовал  | Не участвовал  |
| 2021/22                                                                                  | Оклахома-Сити | 69               | 53               | 27,9             | 42,2             | 29,7             | 68,8             | 6,3              | 1,4              | 0,8              | 1,0              | 10,8             | Не участвовал  | Не участвовал  | Не участвовал  | Не участвовал  | Не участвовал  | Не участвовал  | Не участвовал  | Не участвовал  | Не участвовал  | Не участвовал  | Не участвовал  |
| 2022/23                                                                                  | Оклахома-Сити | 36               | 1                | 15,4             | 44,9             | 40,0             | 55,4             | 3,4              | 0,9              | 0,5              | 0,8              | 5,4              | Не участвовал  | Не участвовал  | Не участвовал  | Не участвовал  | Не участвовал  | Не участвовал  | Не участвовал  | Не участвовал  | Не участвовал  | Не участвовал  | Не участвовал  |
| 2022/23                                                                                  | Финикс        | 7                | 0                | 8,7              | 48,0             | 25,0             | 40,0             | 2,3              | 0,9              | 0,4              | 0,7              | 4,0              | Не участвовал  | Не участвовал  | Не участвовал  | Не участвовал  | Не участвовал  | Не участвовал  | Не участвовал  | Не участвовал  | Не участвовал  | Не участвовал  | Не участвовал  |
|                                                                                          | Всего         | 228              | 118              | 23,6             | 41,1             | 31,0             | 67,3             | 5,3              | 1,2              | 0,6              | 0,7              | 9,1              | 7              | 0              | 18,0           | 41,9           | 50,0           | 90,0           | 6,7            | 0,9            | 0,0            | 0,4            | 6,6            |
| Наведите курсор мыши на аббревиатуры в заголовке таблицы, чтобы прочесть их расшифровку. |               |                  |                  |                  |                  |                  |                  |                  |                  |                  |                  |                  |                |                |                |                |                |                |                |                |                |                |                |